# Mont Bar
Le mont Bar est un sommet d'origine volcanique culminant à 1 172 m d'altitude dans le département français de la Haute-Loire.

## Toponymie
Anciennes mentions : Bar (1163), Bar (1268), La Montagne de Bard (1824).
Le toponyme Bar proviendrait du gaulois barro, signifiant « sommet » ou « touffe ».

## Géographie
Le mont Bar est situé dans le Livradois, au sein du Massif central. Il domine le village d'Allègre situé à peu près à 150 m en contrebas au nord-ouest.

## Histoire
Le trésor du mont Bar, découvert en 1821 lors de travaux d’assèchement, comprend des objets en or, tels que des médailles, un collier, des bracelets, ainsi que des monnaies de l'Empire romain. Une partie est déposée au musée Crozatier du Puy-en-Velay, et sept pièces sont redécouvertes en 2012,.

## Activités

### Protection environnementale
La réserve naturelle volontaire du Cratère du Mont-Bar, créée en 1990, protégeait une tourbière unique dans un cratère volcanique strombolien âgé de 790 000 ans. Classé Natura 2000, le site propose divers outils pédagogiques, dont un sentier d’interprétation autour du cratère.

### Randonnée
Le sentier de grande randonnée 40, surnommé le « Tour des volcans du Velay », passe par le sommet.